# Iglesia de San Vicente Mártir (Arbácegui)
La iglesia de San Vicente Mártir es un edificio situado en la entidad de población española de Arbácegui, en la provincia de Vizcaya.

## Descripción
El edificio se encuentra en la entidad de población española de Arbácegui, del municipio de Arbácegui y Guerricaiz, perteneciente a la provincia de Vizcaya, en la comunidad autónoma del País Vasco. Se menciona como iglesia parroquial del lugar en el segundo volumen del Diccionario geográfico-estadístico-histórico de España y sus posesiones de Ultramar de Pascual Madoz, donde aparece descrita con las siguientes palabras:

La igl. parr. (San Vicente), estaba sit. en la loma de Arbacegui, donde existe hoy la ermita de San Miguel, pero fue trasladada, por hallarse ruinosa, á la barriada de Munditivar, despues de vencida la oposicion que presentaron las demas barriadas: es de una nave de 100 pies de long. con 39 de lat.; tiene, ademas de cementerio, 52 sepulturas y una tumba de la casa solar de Munditivar; esta servida por 3 beneficiados, dos de ellos con la cura de almas, los cuales así como el sacristan que lo es en ecl., tiene título de perpetuo y son presentados por el patrono D. Eulogio Ramon de Lunirraga.
(Madoz, 1845, p. 457)